# Bettencourt-Saint-Ouen
Bettencourt-Saint-Ouen è un comune francese di 593 abitanti situato nel dipartimento della Somme nella regione dell'Alta Francia.
Nel territorio del comune scorre la Nièvre, affluente della Somme.

## Società

### Evoluzione demografica
Abitanti censiti